# Naked Eyes
Naked Eyes är en brittisk synthpopgrupp bildad 1982, som först blev populära på 1980-talet med sina singlar "Always Something There to Remind Me", "Promises, Promises", "When the Lights Go Out" och "(What) In the Name of Love".
En förlaga till duon var gruppen Neon där Curt Smith, Roland Orzabal och Manny Elias, senare kända i Tears for Fears,  ingick i livesättningen. Neon gav ut två singlar innan de splittrades i december 1981. Pete Byrne och Rob Fisher bildade Naked Eyes och fick skivkontrakt med EMI i maj 1982. I september samma år debuterade de med singel "Always Something There To Remind Me".
Singeln som ingick på debutalbumet Burning Bridges (1983) blev en stor hit i USA liksom uppföljaren "Promises, Promises", men efter att det andra albumet Fuel for the Fire (1984) med singeln "(What) In the Name of Love" inte alls nådde samma framgångar gick duon skilda vägar. Rob Fisher bildade Climie Fisher.
Pete Byrne är enda kvarvarande medlemmen efter att Rob Fisher dog den 25 augusti 1999, 42 år gammal efter en operation.

## Diskografi
Studioalbum
- Burning Bridges (1983, utgiven i USA & Kanada som Naked Eyes)
- Fuel for the Fire (1984)
- The Real Illusion (2001) (Pete Byrne solo)
- Fumbling with the Covers (2007) (akustiska covers)
- Burning Bridges (2012) (återutgåva)
- Fuel for the Fire (2013) (återutgåva)
- Disguise the Limit (2021)

Samlingsalbum
- The Best of Naked Eyes (1991)
- Promises Promises (1994)
- Back to Back Hits (1998)
- Everything and More (2002)

Singlar
- "Always Something There to Remind Me" (1982)
- "Voices In My Head" (1983)
- "Promises, Promises" (1983)
- "When the Lights Go Out" (1983)
- "(What) In the Name of Love" (1984)